# Thur
 For alternative betydninger, se Thur (Alsace).
Thur er en 131 km lang flod i det nordøstlige Schweiz. Den udspring er nær bjerget Säntis i den sydøstlige del af Kanton St. Gallen. Her løber floden gennem Toggenburgregionen og byen Wil. Efter Wil løber den gennem Kantonen Thurgau og dens hovedstad Frauenfeld. De sidste 19 km af Thurs løb er i Kanton Zürich. Den løber ud i Rhinen på grænsen til Tyskland, syd for Schaffhausen. 
- Wikimedia Commons har flere filer relateret til Thur

47°35′39″N 8°35′24″Ø / 47.59425°N 8.59°Ø